# Nicolás Martínez (calciatore 1997)
Nicolás Alejandro Martínez Collazo, noto semplicemente come Nicolás Martínez (Montevideo, 5 dicembre 1997), è un calciatore uruguaiano, difensore del Bella Italia.

## Caratteristiche tecniche
È un terzino sinistro.

## Carriera
Cresciuto nel settore giovanile del Sud América, ha debuttato in prima squadra il 12 dicembre 2017 disputando l'incontro di Primera División Profesional pareggiato 0-0 contro il Rampla Juniors.